# Noordzee Helikopters Vlaanderen
Noordzee Helikopters Vlaanderen è una compagnia elicotteristica belga con sede a Ostenda che opera sia in ambito offshore che in ambito onshore.

## Storia
NHV è stata fondata a Courtrai nel 1997 con l’obiettivo di trasportare piloti portuali in caso di maltempo, affiancando nel compito le forze armate belghe. Nello stesso anno la compagnia acquistò il suo primo elicottero, un AS365 Dauphin N3.
Nel 2014 è diventata cliente di lancio dell’Airbus Helicopters H175 ed ha acquistato Blueway Group, incluse le sue partecipate DanCopter, Blueway Offshore Norway, Airlift and Vertech Offshore.

## Operazioni

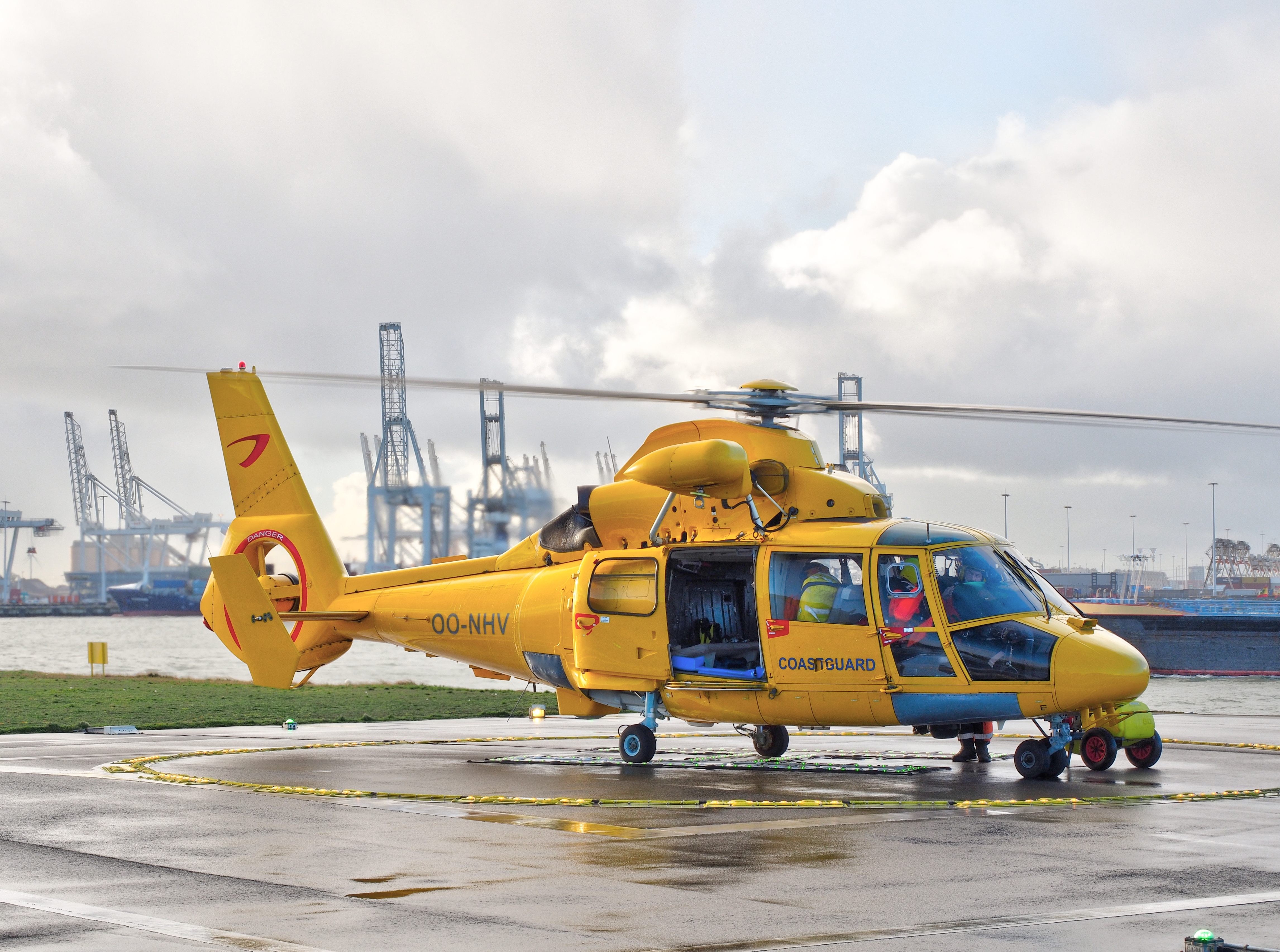
AS365N3 di NHV operato per la Nederlandse Kustwacht

NHV offre principalmente servizi di trasporto di personale e merci da e verso le piattaforme petrolifere; altre attività offshore sono la ricerca e soccorso per conto del governo olandese, il trasporto di piloti di porto e trasporti verso turbine a vento; la compagnia opera servizi elisoccorso in Belgio e Francia. Le controllate Vertech Offshore e Airlift sono specializzate nel trasporto di carichi pesanti, rispettivamente in servizi marittimi e terrestri.
NHV è inoltre un’Organizzazione di Addestramento al Volo riconosciuta da EASA (Approved Training Organisation) che fornisce addestramento basico, type rating e corsi di formazione per manutentori. NHV opera un centro di manutenzione in grado di manutenere tutti i modelli in flotta.
NHV ha sussidiarie in Regno Unito e Paesi Bassi.

## Flotta
Ad agosto 2021 NHV opera una flotta di 58 elicotteri così composta:
- Airbus Helicopters H175
- AgustaWestland AW139
- AgustaWestland AW169
- Airbus Helicopters H145D2/D3
- Airbus Helicopters AS365 Dauphin N2/N3
- Eurocopter EC 145
- MD Helicopters MD Explorer 902
- Airbus Helicopters AS350 Écureuil B2/B3

In passato NHV ha operato anche con:
- Eurocopter EC 155B1 (2009-2020)
- Aérospatiale AS332L2 Super Puma (2012-2016)
- Eurocopter EC 120 Colibri (2000-2013)[3]